# Angela Cole
Angela Cole (* 23. Juni 1994) ist eine US-amerikanische Schauspielerin und ein Model.

## Leben
Cole wurde am 23. Juni 1994 geboren. Sie befindet sich in einer Beziehung mit dem ehemaligen American-Football-Runningback Peyton Hillis. Erste Schritte als Schauspielerin machte sie am Musiktheater, 2016 gab sie im Kurzfilm Inspired ihr Filmschauspieldebüt.
Seit 2017 ist Cole regelmäßig als Filmschauspielerin zu sehen. 2018 spielte sie die weibliche Hauptrolle der Lorraine Gardner in der Filmproduktion Fighting the Sky. 2021 spielte sie im Horrorfilm The Hunting die weibliche Hauptrolle der Sarah Simmons. Im selben Jahr wirkte sie in der Kurzfilm-Reihe Mudblood in drei Kurzfilmen als Emmeline Purkiss mit. 2022 spielte sie unter anderen in den Fernsehfilmen Love in the Limelight und Framed by My Sister mit. Es folgten Rollenbesetzungen in den vom Filmstudio The Asylum produzierten Spielfilmen Time Pirates, Dante’s Hotel, Earthquake Underground und Shark Warning.

## Filmografie (Auswahl)
- 2016: Inspired (Kurzfilm)
- 2017: The Black Room
- 2017: Hickok
- 2017: Karma (Kurzfilm)
- 2018: Fighting the Sky
- 2018: White Boy Rick
- 2018: The Curse of Lilith Ratchet
- 2019: Inseparable (Kurzfilm)
- 2019: Beast of Our Fathers
- 2020: Rollercoaster (Fernsehserie, Episode 1x01)
- 2020: Pretty Metal (Kurzfilm)
- 2021: Mudblood: Part One (Kurzfilm)
- 2021: Mudblood: Part Two (Kurzfilm)
- 2021: Mudblood: Part Three (Kurzfilm)
- 2021: The Hunting
- 2022: Framed by My Sister (Fernsehfilm)
- 2022: Love in the Limelight (Fernsehfilm)
- 2022: Time Pirates
- 2022: Nix
- 2022: Tommyknockers
- 2023: Boss of the Toss (Kurzfilm)
- 2023: Angel Mine
- 2023: Dante’s Hotel
- 2023: A Roommate to Die For (Fernsehfilm)
- 2024: Earthquake Underground
- 2024: Shark Warning
- 2025: Great White Waters